# Live! (álbum de April Wine)
Live! es el primer álbum en vivo de la banda de rock canadiense, April Wine, y fue publicado en 1974.

## Listado de canciones
Todas las canciones fueron escritas por Myles Goodwyn, excepto donde se especifique lo contrario.
1. "(Mama) It's True" – 6:15
2. "Druthers" – 4:36
3. "Cat's Claw" – 5:20
4. "I'm on Fire for You Baby" (David Elliott) – 4:06
5. "The Band has Just Begun" – 3:21
6. "Good Fibes" (Jerry Mercer) – 4:33
7. "Just Like That" – 7:16
8. "You Could Have Been a Lady" (Erroll Brown, y Tony Wilson) – 3:52

## Miembros
- Myles Goodwyn - voz y guitarra
- Jim Clench - bajo y voz en "Cat's Claw"
- Gary Moffet - guitarra y coros
- Jerry Mercer - batería